# A2Sb (Inschrift)
A2Sb ist die Abkürzung einer Inschrift von Artaxerxes II. (A2). Sie wurde in Susa (S) entdeckt und von der Wissenschaft mit einem Index (b) versehen. Die Inschrift liegt in mehreren Fragmenten in altpersischer, elamischer und babylonischer Sprache vor.

## Inhalt
„Ich (bin) Artaxerxes, der große König, König der Könige, des Königs Dareios Sohn.“

„Basis für deutsche Übersetzung unklar.“

## Standort
Die Inschrift wurde auf Fragmenten von mehreren Säulenbasen gefunden. Sie besteht jeweils aus einer umlaufenden Zeile, in der sich alle Sprachversionen aneinanderreihen. Ein Fragment befindet sich im Louvre in Paris, andere im Iranischen Nationalmuseum in Teheran.

## Forschungsgeschichte
Das erste Fragment wurde von dem englischen Archäologen William Kennett Loftus auf seinen Reisen in den Vorderen Orient zwischen 1849 und 1852 in Susa entdeckt und von Marcel Dieulafoy in den Louvre gebracht.
Rüdiger Schmitt macht auf die Besonderheit dieser Inschrift aufmerksam: In allen drei Sprachversionen werde der König nicht als Achämenide bezeichnet.